# Крохмальці
Крохмальці́ —  село в Україні, у Решетилівській міській громаді Полтавського району Полтавської області. Населення становить 111 осіб. До 2020 орган місцевого самоврядування — Лобачівська сільська рада.

## Географія
Село Крохмальці знаходиться на лівому березі річки Бакай (влітку пересихає), на відстані 0,5 км від села Тривайли. Поруч проходить автомобільна дорога М03.

## Історія
12 червня 2020 року, відповідно до розпорядження Кабінету Міністрів України № 721-р «Про визначення адміністративних центрів та затвердження територій територіальних громад Полтавської області», село увійшло до складу Решетилівської міської громади.
19 липня 2020 року, в результаті адміністративно - територіальної реформи та ліквідації Решетилівського району, село увійшло до складу новоутвореного Полтавського району Полтавської області.

## Економіка
- Молочно-товарна ферма.